# Helena (obra de arte)

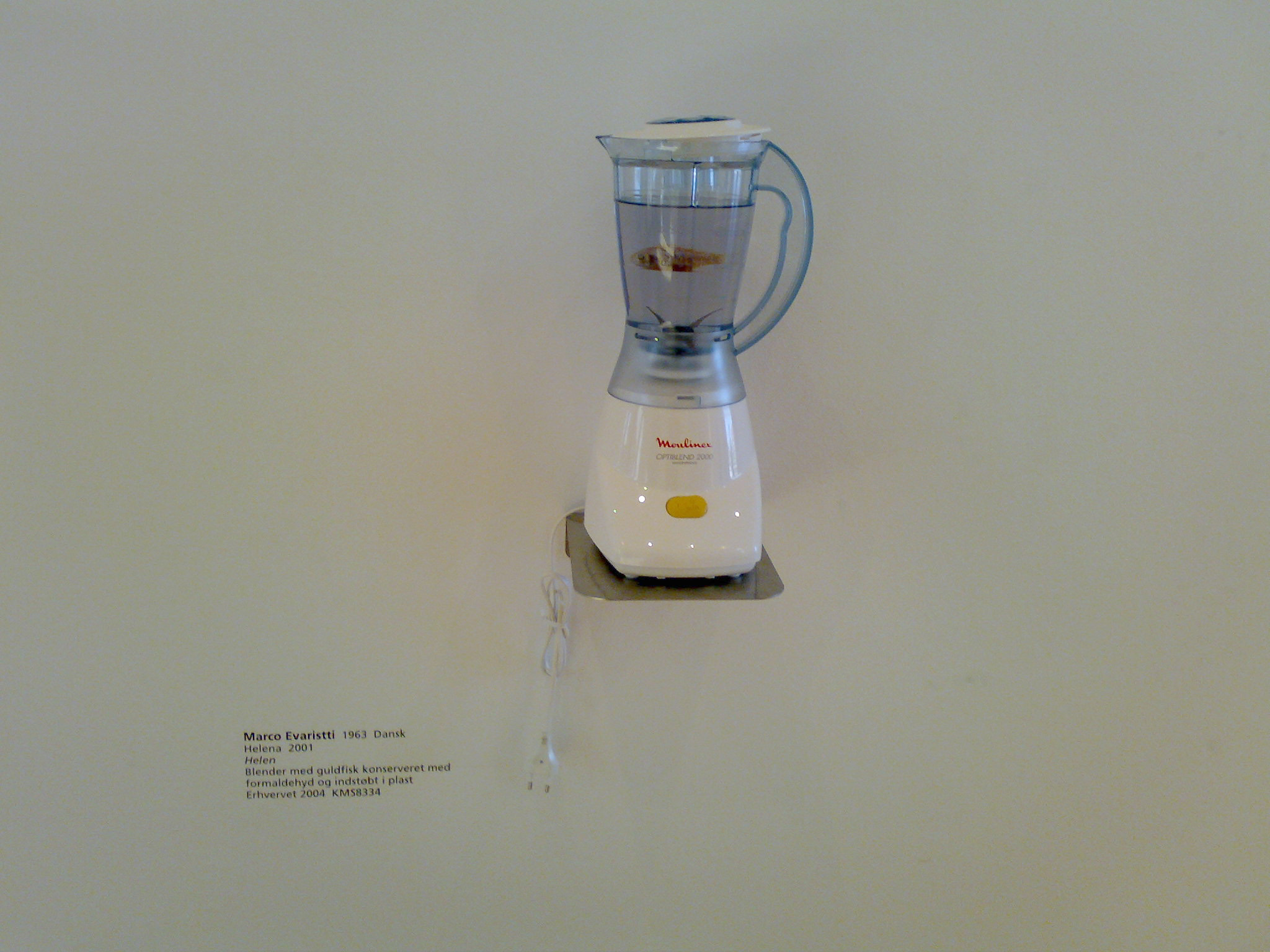
Helena. Galería Trapholt. Año 2000

Helena fue una instalación de arte de Marco Evaristti expuesta originalmente en el museo Trapholt en el año 2000. La instalación consistía en una sala que exponía 10 licuadoras y cada una contenía en su interior, un pez dorado vivo nadando.
Los peces eran vulnerables a cualquier visitante de la exhibición que decidiera encender una licuadora para triturarlos. Durante la exposición se mataron dos peces de esta forma. 
Las personas presentes en la exposición inicial de la instalación señalaron que: "numerosos representantes de los medios de comunicación que estuvieron presentes... prácticamente animaban a los visitantes a presionar el botón, para así iniciar un escándalo mediático”. 
Una interpretación del arte es que los humanos tienen el poder de destruir la naturaleza en cualquier lugar, no sólo en las galerías de arte, pero poner esta opción en una galería de arte, hace que ese poder sea aún más visible. 

## Reacciones
Varios críticos de arte comentaron en profundidad sobre el trabajo.  Un investigador comentó que la exposición inició una intensa discusión sobre los derechos de los animales y la libertad artística. 
El director del museo fue acusado del delito de crueldad animal por acoger la exposición, pero finalmennte no recibió condena.  
En 2008, Evaristti anunció que junto al músico Kenneth Thordal, planeaban otra exposición con peces dorados, llamada FIVE2TWELVE. En dicha exposición, el cuerpo del condenado a muerte estadounidense Gene Hathorn Jr. se convertiría en alimento liofilizado para los peces y se colocaría frente a un estanque lleno de peces dorados. El público tendría que elegir entre alimentar a los peces con carne humana liofilizada o dejarlos morir de hambre. Los planes fueron abandonados al año siguiente, cuando la sentencia de Hathorn fue conmutada por tres cadenas perpetuas simultáneas.   